# National American Woman Suffrage Association

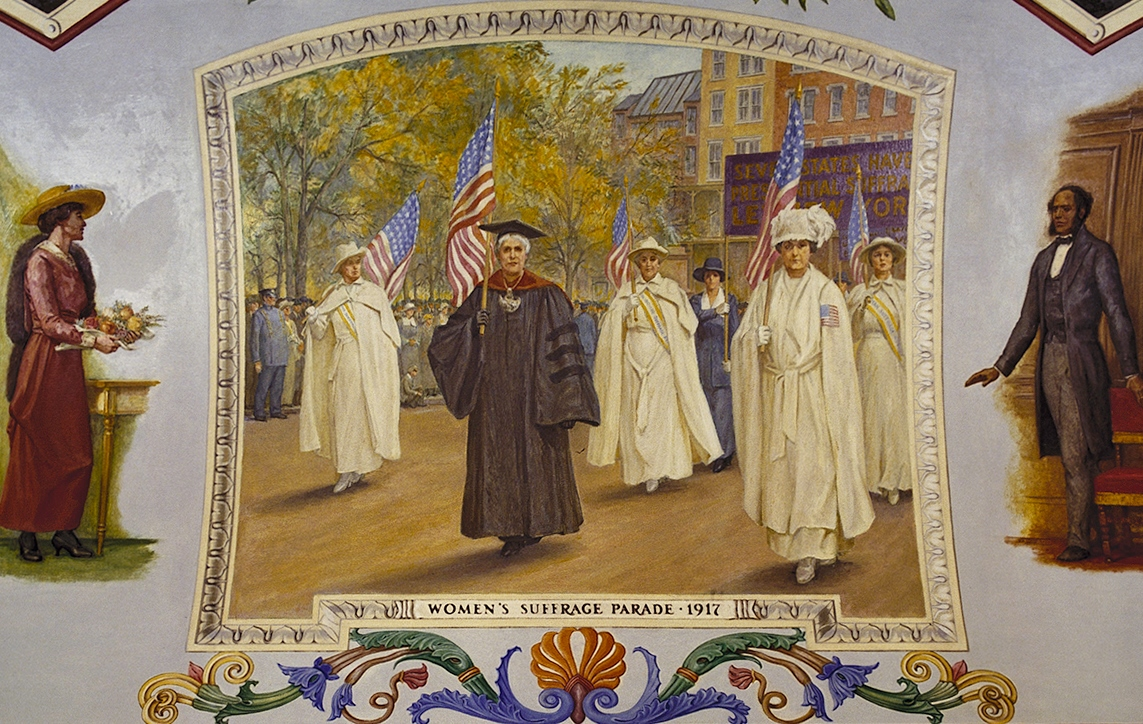
Wandgemälde im U.S.-Capitol, es stellt die NAWSA Führerinnen Anna Howard Shaw und Carrie Chapman Catt dar.

Die National American Woman Suffrage Association (NAWSA) war eine am 18. Februar 1890 gegründete Organisation, die sich für das Frauenwahlrecht in den Vereinigten Staaten einsetzte. Sie wurde durch den Zusammenschluss der zwei existierenden Frauenverbände, der National Woman Suffrage Association (NWSA) und der American Woman Suffrage Association (AWSA) geschaffen. Ihre Mitgliederzahl, die zu Beginn rund 7000 betrug, steigerte sich allmählich auf zwei Millionen, wodurch sie zur größten Freiwilligenorganisation der Vereinigten Staaten wurde. Sie spielte eine Schlüsselrolle bei der Verabschiedung und Ratifizierung des 19. Zusatzartikels zur Verfassung der Vereinigten Staaten (so genanntes 19. Amendment), welcher seit 1920 das Frauenwahlrecht garantiert.
Susan B. Anthony, eine Langzeit-Führerin in der Frauenwahlrechtsbewegung, war die dominante Figur in der neu formierten NAWSA. Carrie Chapman Catt, die 1900 nach Anthonys Rückzug in den Ruhestand Präsidentin wurde, führte die Strategie ein, wohlhabende Mitglieder der rasch anwachsenden Frauenclub-Bewegung anzuwerben, deren Geld und Erfahrung beim Aufbau der Frauenbewegung helfen konnten. In Anna Howard Shaws Amtszeit als Vorsitzende, die 1904 begann, erlebte man einen großen Mitgliederzuwachs und wachsende öffentliche Zustimmung.
Nachdem der Senat 1887 das vorgeschlagene „Amendment“ zum Frauenwahlrecht (also den nötigen Zusatzartikel zur Verfassung der Vereinigten Staaten) entschieden abgelehnt hatte, unternahm die Bewegung die meisten Anstrengungen bei bundesstaatlichen Frauenwahlrechts-Kampagnen. 1910 schloss sich Alice Paul der NAWSA an und spielte eine Hauptrolle beim neubelebten Interesse für das nationale Amendment. Nach fortgesetzten Streitigkeiten mit dem Vorstand der NAWSA über die Taktik des Vorgehens schuf Paul eine rivalisierende Organisation, die National Woman’s Party, eine erneute Spaltung der Bewegung.
Als Catt im Jahr 1915 Präsidentin wurde, übernahm die NAWSA deren Plan zur Zentralisierung des Verbandes und zur Konzentration der Arbeit auf das Frauenwahlrechts-Amendment als Hauptziel. Dies tat man trotz der Opposition der Südstaaten-Verbände, die glaubten, dass ein bundesweites Amendment die einzelstaatlichen Rechte vermindern würde. Aufgrund seiner großen Mitgliederzahl und der zunehmenden Zahl von weiblichen Wählern in den Staaten, in denen das Frauenwahlrecht bereits erreicht war, fing die MAWSA an, mehr als „Pressure Group“ zu operieren denn als Bildungsverband. Sie gewann zusätzliche Sympathie für das Anliegen des Frauenwahlrechts, indem sie aktiv bei den Kriegsanstrengungen während des Ersten Weltkriegs mithalf. Am 14. Februar 1920, mehrere Monate vor dem Ende der Ratifizierung des 19. Amendments, verwandelte sie sich in die League of Women Voters, die bis heute aktiv ist.

## Vorgeschichte
Der Wunsch nach dem Frauenwahlrecht in den Vereinigten Staaten führte sogar unter den Aktivistinnen der Frauenrechte in den frühen Tagen der Bewegung zu Kontroversen. 1848 wurde in der Seneca Falls Convention, der ersten Frauenrechtskonferenz, eine Resolution zugunsten des Frauenwahlrechts nur nach einer lebhaften Debatte gebilligt. In der Zeit der National Women’s Rights Conventions der 1850er Jahre hatte sich die Situation geändert und das Frauenwahlrecht war ein herausragendes Ziel der Bewegung geworden. Drei Führerinnen der Frauenbewegung dieser Zeit hatten bei der Gründung der NAWSA viele Jahre später eine herausragende Bedeutung: Lucy Stone, Elizabeth Cady Stanton und Susan B. Anthony.
Kurz nach dem Bürgerkrieg, 1866, verwandelte sich die elfte „National Women’s Rights Convention“ in die American Equal Rights Association (AERA), die sich für gleiche Rechte sowohl bei afroamerikanischen wie bei weißen Frauen einsetzte, vor allem beim Wahlrecht. Die AERA löste sich im Wesentlichen 1869 auf, zum Teil wegen Uneinigkeiten über das vorgeschlagene 15. Amendment, das afroamerikanische Männer zur Wahl zuließ. Die Führerinnen der Frauenbewegung waren enttäuscht, dass es nicht gleichzeitig auch für die Frauen die Wahl brachte. Stanton und Anthony waren gegen die Ratifizierung, falls es nicht durch ein weiteres Amendment begleitet werden würde, das den Frauen das Wahlrecht eröffnete.
Stone befürwortete das Amendment. Sie glaubte, dass seine Durchsetzung die Politiker anspornen würde, ein ähnliches Amendment für die Frauen zu unterstützen. Sie sagte, das Wahlrecht sei für Frauen wichtiger als für afroamerikanische Männer. Aber sie meinte:
„I will be thankful in my soul if any body can get out of the terrible pit.“
(englisch: „Ich bin im tiefsten Inneren dankbar, wenn ’’irgend’’ Jemand aus diesem schrecklichen Loch herauskommen kann.“)
Im Mai 1869, zwei Monate nach diesen erbitterten Debatten, die, wie sich herausstellte, zum Ende der AERA Treffen führten, gründeten Anthony, Stanton und ihre Verbündeten die National Woman Suffrage Association (NWSA). Im November 1869 wurde die American Woman Suffrage Association (AWSA) von Lucy Stone, ihrem Ehemann Henry Browne Blackwell, Julia Ward Howe und ihren Anhängern ins Leben gerufen, von denen viele schon bei der Gründung der „New England Woman Suffrage Association“ mitgeholfen hatten. Das geschah schon ein Jahr früher und war ein Zeichen der sich abzeichnenden Spaltung. Die erbitterte Rivalität zwischen den beiden Organisationen schuf ein Klima der Parteilichkeit, das jahrzehntelang anhielt.
Sogar als das 15. Amendment 1870 ratifiziert worden war, blieben Differenzen zwischen den beiden Organisationen. Die AWSA arbeitete fast ausschließlich für das Frauenwahlrecht, während die NWSA eine breite Palette von Zielen hatte, einschließlich der Reform der Scheidungsgesetze und der Lohngleichheit für Frauen. Die AWSA hatte sowohl Männer wie Frauen in ihren Führungsgremien, während die NWSA von Frauen geführt wurde. Die AWSA bemühte sich um das Wahlrecht vor allem auf bundesstaatlicher Ebene, während die NSWA mehr auf gesamtstaatlicher Ebene konzentrierte. Die AWSA kultivierte ihr Image der Respektabilität, während die NWSA manchmal Taktiken der Konfrontation anwendete. Anthony zum Beispiel unterbrach die offiziellen Zeremonien zum 100. Jahrestag der „Declaration of Independence“ (dt.: Unabhängigkeitserklärung), um die „Declaration of Rights for Women“ (dt.: Erklärung der Frauenrechte) der NWSA zu präsentieren. Anthony wurde 1872 arretiert wegen ihres Wählens, das noch illegal für Frauen war, und in einem sehr aufsehenerregenden Prozess für schuldig befunden.
Der Fortschritt hinsichtlich der Durchsetzung des Frauenwahlrechts war nach der Spaltung gering, aber das Vorwärtskommen in anderen Gebieten stärkten die Fundamente der Frauenbewegung. Um 1890 besuchten zehntausende von Frauen Colleges und Universitäten, einige Jahrzehnte zuvor war dies überhaupt noch nicht möglich gewesen. In der Öffentlichkeit unterstützte man die Idee von der „Weiblichen Sphäre“ nicht mehr so stark, dass nämlich der Platz einer Frau in ihrem Heim sei und sie sich nicht in politische Dinge einmischen sollte. Die Gesetze, die es den Ehemännern ermöglicht hatten, die Aktivitäten ihrer Frauen zu kontrollieren, waren in beträchtlicher Weise revidiert worden. Und es gab einen gewaltigen Anstieg an rein weiblichen Organisationen, die nach gesellschaftlichen Reformen strebten. Ein Beispiel war die Woman’s Christian Temperance Union (WCTU), die größte Frauenorganisation in den Vereinigten Staaten. In einer machtvollen Förderung der Frauenwahlrechtsbewegung unterstützte die WCTU in den späten 1870er Jahren dieses Wahlrecht mit der Begründung, dass die Frauen die Wahl nötig hätten, um ihre Familien vor dem Alkoholmissbrauch und anderen Suchten zu schützen.

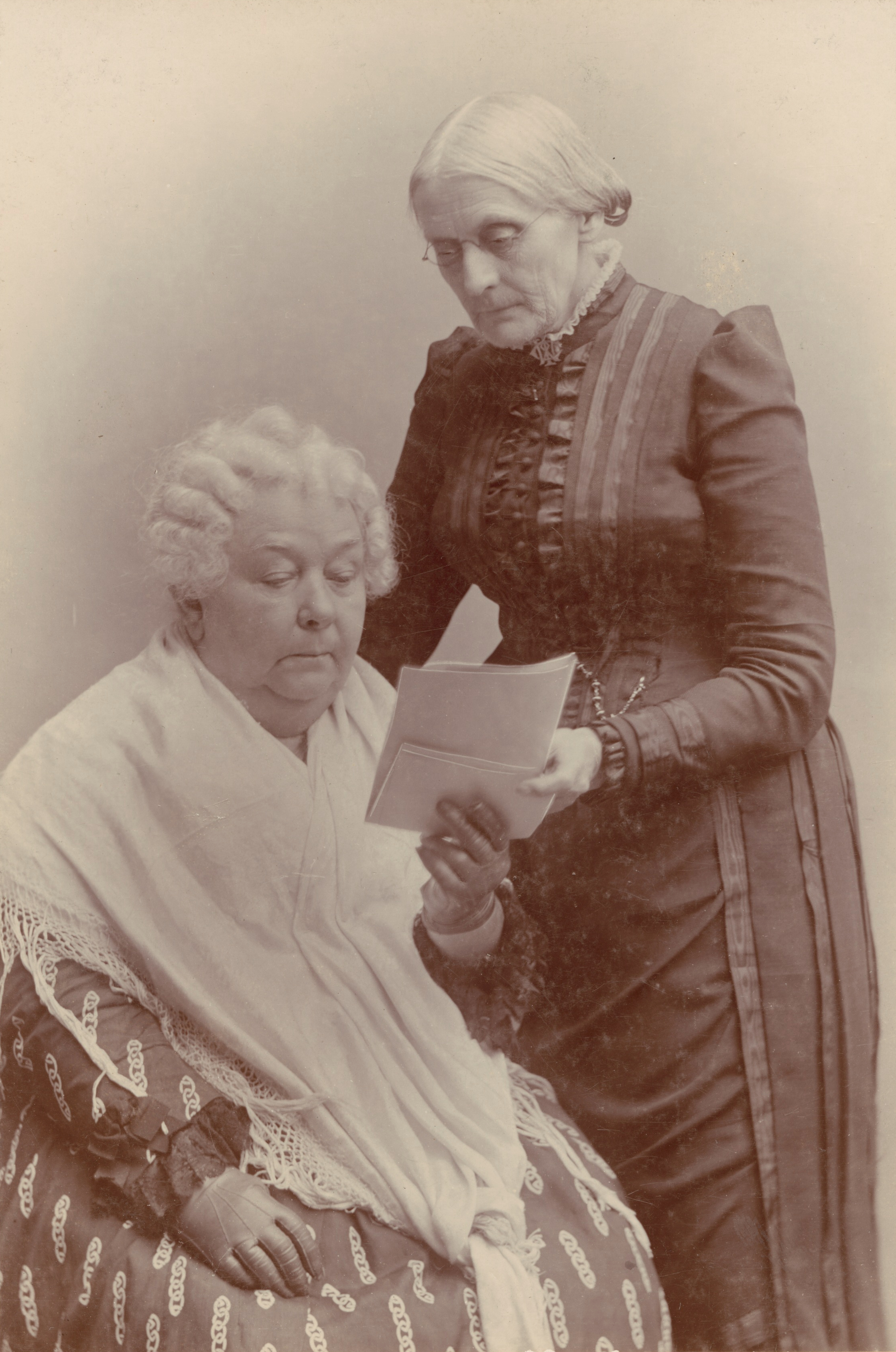
Elizabeth Cady Stanton (sitzend) mit Susan B. Anthony

Anthony begann zunehmend, das Frauenwahlrecht stärker als andere Frauenprobleme zu betonen. Ihr Ziel war es, die wachsende Zahl von Frauenorganisationen beim Wunsch nach Wahlbeteiligung zu vereinen, auch wenn sie die anderen Frauenrechtsforderungen nicht unterstützten. Sie und die NWSA fingen an, auch weniger Wert auf die Konfrontations-Aktionen zu legen als auf das Ansehen in der Öffentlichkeit. Die NWSA wurden nicht länger als Organisation angesehen, die das traditionelle Familiengefüge dadurch störte, dass sie zum Beispiel so etwas unterstützte, was ihre Gegner „leichte Scheidung“ nannten. Dies alles hatte die Wirkung, dass sie sich näher auf die Ausrichtung der AWSA zubewegte. Die Zurückweisung des 1887 vorgeschlagenen Amendments zum Frauenwahlrecht durch den Senat brachte die beiden Verbände auch näher zusammen. Jahrelang hatte die NWSA sich bemüht, den Kongress dazu zu bringen, dieses vorgelegte Amendment zur Abstimmung zu bringen. Nachdem durch eine vollständige Zurückweisung darüber entschieden war, fing die NWSA an, weniger Energie in den Kampf auf nationaler Ebene zu stecken; sie verlegte sich mehr auf die bundesstaatliche Ebene, wie es die AWSA bereits tat. Stanton fuhr fort, alle Aspekte der Frauenrechte zu fördern und voranzubringen. Sie befürwortete eine Koalition der radikalen Gruppen der Gesellschaftsreformer, Populisten und Sozialisten eingeschlossen, die das Frauenwahlrecht als Teil einer gemeinsamen Liste von Forderungen unterstützen würden. In einem Brief an eine Freundin sagte Stanton, die NWSA
“has been growing politic and conservative for some time. Lucy [Stone] and Susan [Anthony] alike see suffrage only. They do not see woman’s religious and social bondage, neither do the young women in either association, hence they may as well combine”
(deutsch: „sei für eine gewisse Zeit politisch und konservativ geworden, Lucy (Stone) und Susan (Anthony) sehen beide nur das Frauenwahlrecht. Sie erkennen nicht die religiösen und gesellschaftlichen Bindungen der Frauen, was auch die jungen Frauen in all den Vereinen nicht tun, also könnten sie sich gleich zusammenschließen.“)
Stanton hatte sich jedoch weitgehend zurückgezogen von der täglichen Arbeit und Mühe hinsichtlich der Wahlrechtsbewegung. Sie verbrachte viel Zeit in dieser Periode bei ihrer Tochter in England. Trotz ihrer verschiedenen Ansichten blieben Stanton und Anthony befreundet und arbeiteten zusammen; sie setzten das Miteinander fort, das in den frühen 1850er Jahren begonnen hatte.
Stone widmete die meiste Lebenszeit nach der Spaltung dem Woman’s Journal, einem wöchentlichen Nachrichtenblatt, das sie 1879 ins Leben gerufen hatte, damit es als Stimme der AWSA diene. In den 1880er Jahren hatte das Woman’s Journal seine Auflage sehr ausgeweitet und wurde als das Nachrichtenblatt der ganzen Frauenbewegung betrachtet. Die Wahlrechtsbewegung zog jüngere Mitglieder an, die ungeduldig über die fortwährende Spaltung waren. Sie sahen als Hindernis eher die unterschiedlichen Persönlichkeiten als die differierenden Grundsätze. Alice Stone Blackwell, Tochter von Lucy Stone, sagte:
“When I began to work for a union, the elders were not keen for it, on either side, but the younger women on both sides were. Nothing really stood in the way except the unpleasant feelings engendered during the long separation”.
(deutsch: „Als ich für die Vereinigung zu arbeiten begann, waren die Älteren nicht begeistert, auf beiden Seiten, aber die jüngeren Frauen auf beiden Seiten waren es. In Wirklichkeit stand nichts im Wege außer einige unangenehme Gefühle, die sich während der langen Trennung gebildet hatten.“)

## Zusammenschluss der rivalisierenden Vereine
Mehrere Versuche waren unternommen worden, um die zwei Seiten zusammenzubringen, aber ohne Erfolg. Die Situation änderte sich 1887, als Stone, die sich ihrem 70. Geburtstag näherte und gesundheitlich schlechter dran war, nach Wegen suchte, um die Spaltung zu überwinden. In einem Brief an die Suffragistin Antoinette Brown Blackwell schlug sie die Schaffung einer Dach-Organisation vor, dessen Unterabteilungen die AWSA und NWSA werden sollten. Aber die Idee bekam keine Unterstützer. Im November 1887 erließ die Jahreskonferenz der AWSA eine Entschließung, dass Stone mit Anthony über die Möglichkeit eines Zusammenschlusses sprechen sollte. Die Resolution besagte, dass die Differenzen zwischen den zwei Verbänden “had been largely removed by the adoption of common principles and methods”. (deutsch: „sei weitgehend verschwunden durch die Annahme gemeinsamer Grundsätze und Methoden“). Stone übermittelte die Resolution an Anthony zusammen mit einer Einladung zu einem Zusammentreffen.
Anthony und Rachel Foster, eine junge Führerin der NWSA, reisten im Dezember 1887 nach Boston, um sich mit Stone zu treffen. Stone wurde beim Treffen von ihrer Tochter Alice Stone Blackwell begleitet, die auch im Vorstand der AWSA war. Stanton war nicht dabei, da sie gerade in England weilte. Das Treffen erkundete mehrere Aspekte eines möglichen Zusammenschlusses, einschließlich des Namens des neuen Verbandes und seiner Struktur. Stone hatte bald danach Bedenken, denn sie erzählte einer Freundin, sie wünschte, sie hätte die Vereinigung nie vorgeschlagen, aber der Vereinigungsprozess ging langsam weiter.
Ein frühes öffentliches Zeichen der sich verbessernden Beziehungen zwischen den zwei Verbänden sah man drei Monate später beim Gründungskongress des International Council of Women, den die NWSA in Washington organisierte und betreute – in Verbindung mit dem 40. Jahrestag der Seneca Falls Convention. Er erhielt eine freundliche Publicity, und die Delegierten, die aus 53 Frauenorganisationen von neun Ländern kamen, wurden zu einem Empfang im Weißen Haus eingeladen. Vertreterinnen der AWSA wurden gebeten, während der Tagung auf dem Podium zu sitzen, zusammen mit den Vertreterinnen der NWSA, was eine neue Atmosphäre der Zusammenarbeit signalisierte.
Der vorgeschlagene Zusammenschluss verursachte keine echten Kontroversen innerhalb der AWSA. Die Einberufung zum Jahrestreffen von 1887, das auch Stone ermächtigte, die Möglichkeiten des Zusammenschlusses zu erkunden, erwähnte nicht einmal, dass dieser Punkt auf der Tagesordnung stand. Der Vorschlag wurde als eine Routineangelegenheit während des Kongresses angesehen und allgemein und ohne Debatte gebilligt.
Anders war die Situation innerhalb der NWSA, wo es eine starke Opposition von Matilda Joslyn Gage, Olympia Brown und anderen gab. Ida Husted Harper, Anthonys Mitarbeiterin und Biographin, sagte, dass die Treffen, in denen die NWSA sich mit diesem Problem beschäftigte, “were the most stormy in the history of the association.” (dt.: „die stürmischsten in der Geschichte des Verbandes gewesen seien“)
Gage bezichtigte Anthony, dass sie taktisch unter der Hand die Opposition gegen den Zusammenschluss geschwächt hatte, und bildete 1890 eine Konkurrenzorganisation, die sich „Woman’s National Liberal Union“ nannte, aber keinen wirklichen Erfolg danach hatte. Die AWSA- und NWSA-Komitees hatten die Bedingungen des Zusammenschlusses ausgehandelt, als Basis für eine Übereinkunft im Januar 1889. Im Februar gaben Stone, Stanton, Anthony und andere Führerinnen beider Verbände einen „Open Letter to the Women of America“ (dt.: Offenen Brief an die Frauen Amerikas) heraus, in dem sie ihre Absicht zur Zusammenarbeit erklärten. Als Anthony und Stone 1887 zum ersten Mal die Möglichkeit eines Zusammengehens diskutiert hatten, hatte Stone vorgeschlagen, dass sie beide, Stanton und Anthony, die Präsidentschaft der neuen vereinigten Organisation nicht annehmen sollten. Anthony stimmte anfangs zu, aber andere NWSA Mitglieder waren stark dagegen. Die Grundlage der Übereinkunft enthielt eine solche Festlegung nicht.
Die AWSA war ursprünglich die größere der beiden Organisationen gewesen, aber sie hatte an Stärke während der 1880er Jahre verloren. Die NWSA wurde als die Hauptvertreterin der Frauenwahlrechtsbewegung angesehen, zum Teil deswegen, weil Anthony die Fähigkeit hatte, auf dramatische Weise die Aufmerksamkeit der nationalen Öffentlichkeit zu erregen. Anthony und Stanton hatten auch ihre umfangreiche History of Woman Suffrage (dt.: Geschichte des Frauenwahlrechts) publiziert, die sie selbst in das Zentrum der Geschichte der Frauenbewegung rückte und die Rolle von Stone und der AWSA marginalisierte. Stones öffentliche Sichtbarkeit hatte bedeutend nachgelassen, was stark im Kontrast zu der Aufmerksamkeit stand, die sie in den jüngeren Tagen als Sprecherin auf den landesweiten Vortragsreisen gehabt hatte. Anthony wurde zunehmend als eine Person von politischer Bedeutung wahrgenommen. 1890 gab es prominente Mitglieder des Repräsentantenhauses und Senats unter den 200 Leuten, die ihre Geburtstagsfeier zum 70. Geburtstag mitmachten, ein nationales Ereignis, das drei Tage vor dem Kongress stattfand, der zur Vereinigung der zwei Verbände führte. Anthony und Stanton erneuerten bewusst bei diesem Ereignis ihre Freundschaft und frustrierten damit Gegnerinnen des Zusammenschlusses, die gehofft hatten, sie gegeneinander auszuspielen.

## Gründungskongress
Die „National American Woman Suffrage Association“ (NAWSA) wurde am 18. Februar 1890 ins Leben gerufen, und zwar durch einen Kongress, der die NWSA und die AWSA miteinander vereinigte. Die Frage, wer die neue Organisation führen sollte, war den Delegierten des Kongresses überlassen worden. Stone von der AWSA war zu krank, um an dem Kongress teilnehmen zu können, und war auch keine Kandidatin. Anthony und Stanton, beide aus der NWSA, hatten jeweils ihre Unterstützerinnen.

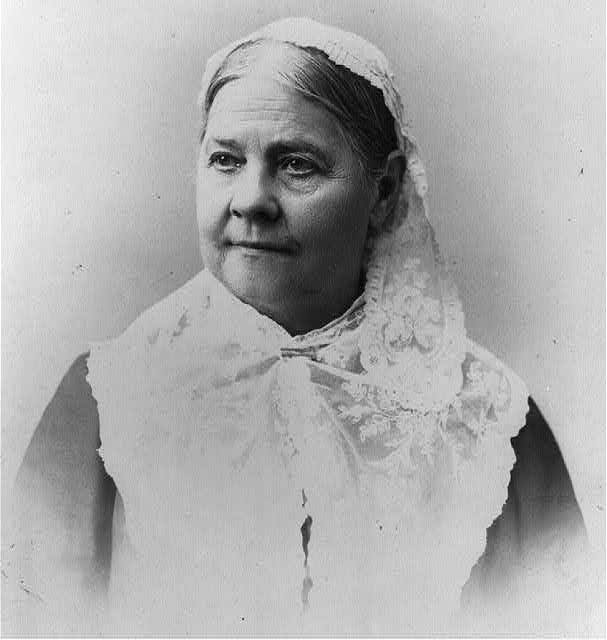
Lucy Stone in mittlerem Alter
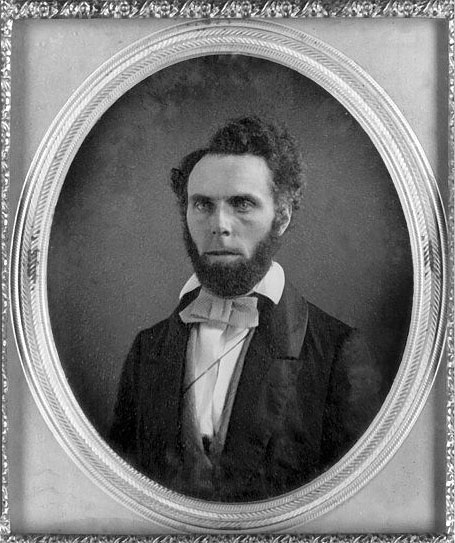
Lucys Ehemann Henry Blackwell in jungen Jahren

Die Vorstände von AWSA und NWSA trafen sich zuvor, um ihre Auswahl an Präsidentschaftskandidatinnen für den vereinigten Verband zu besprechen. Bei dem AWSA-Treffen sagte Stones Ehemann Henry Browne Blackwell, dass die NWSA zugestimmt habe, sich nicht in Nebensachen einzumischen (ein Konzept, bei dem es um Stanton ging) und sich ausschließlich auf das Frauenwahlrecht zu konzentrieren (das Konzept der AWSA und zunehmend auch von Anthony). Der Vorstand empfahl, dass die AWSA-Delegierten für Anthony stimmen sollten. Während des NWSA-Treffens bat Anthony dringlich, dass die Mitglieder nicht sie, sondern Stanton wählen sollten, da eine Niederlage Stantons als Affront gegen ihre Rolle in der Bewegung betrachtet werden würde.
Die Wahlen wurden in der Auftaktsitzung des Kongresses abgehalten. Stanton erhielt für die Präsidentschaft 131 Stimmen, Anthony 90 und zwei Stimmen wurden für andere abgegeben. Anthony wurde mit großer Mehrheit 213 Stimmen zur Vizepräsidentin gewählt, 9 Stimmen fielen auf andere Kandidatinnen. Stanton hielt als Präsidentin die Eröffnungsrede des Kongresses. Sie drängte die neue Organisation dazu, sich mit einer breiten Palette von Reformen zu beschäftigen, und sagte:
„When any principle or question is up for discussion, let us seize on it and show its connection, whether nearly or remotely, with woman’s disfranchisement.“
(deutsch: Wenn irgendein Grundsatz oder eine Frage zur Diskussion steht, lasst uns sie aufgreifen und ihre Verbindung – ob eng oder weit – mit dem Nichtwählendürfen der Frauen aufzeigen.)
Sie legte umstrittene Entschließungen vor, einschließlich einer, die die Beteiligung von Frauen auf allen Führungsebenen innerhalb religiöser Organisationen forderte und eine, die liberale Scheidungsgesetze als „door of escape from bondage“ (dt.: Notausgang aus der Knechtschaft) beschrieb. Ihre Rede hatte jedoch keine dauerhafte Wirkung auf die Organisation, denn die meisten jüngeren Suffragistinnen stimmten mit ihrer Haltung nicht überein.

## Präsidentschaften von Stanton und Anthony

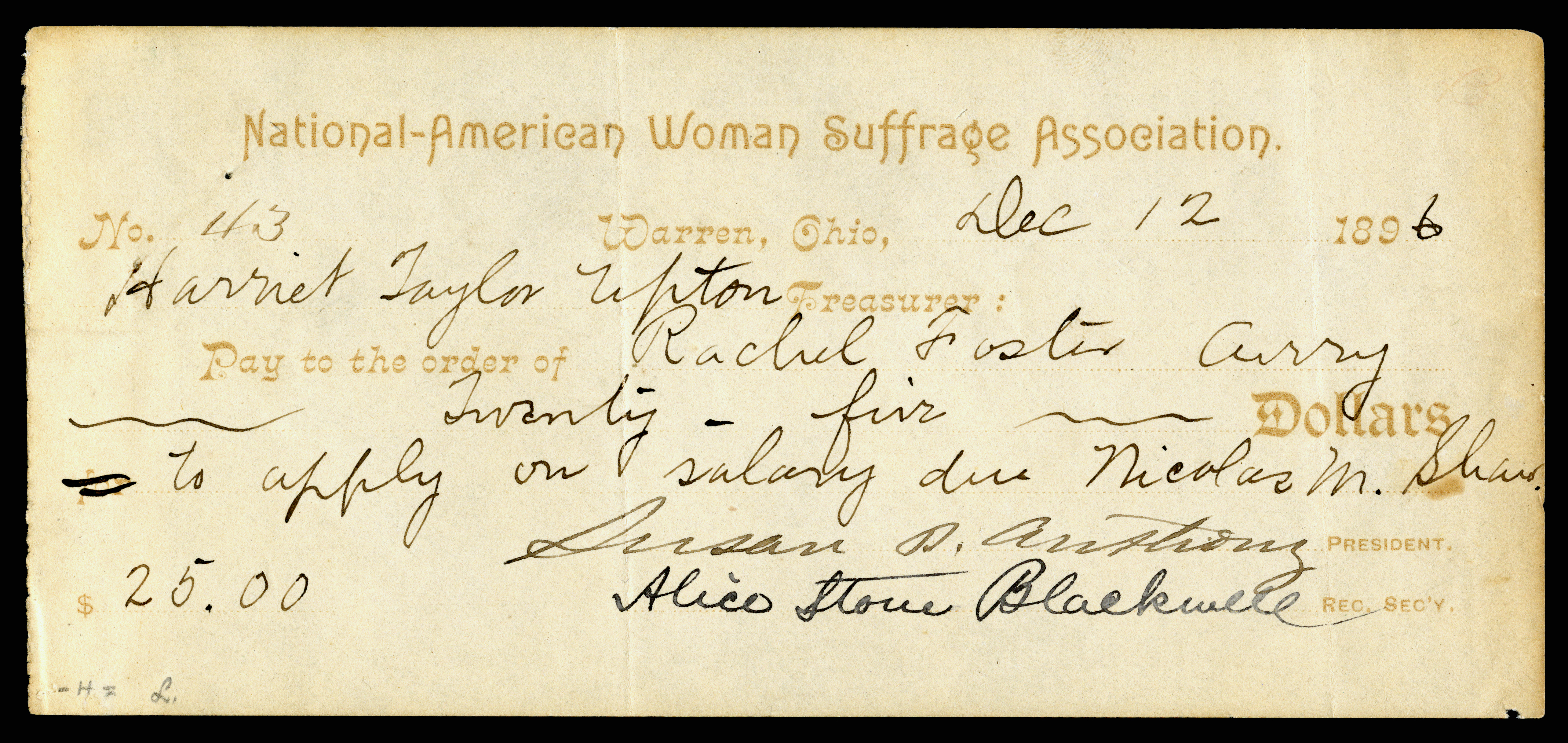
Susan B. Anthony und Alice Stone Blackwell unterzeichneten den NAWSA Scheck, geschrieben von der Schatzmeisterin Harriet Taylor Upton, für Rachel Foster Avery.

Stantons Wahl zur Präsidentin war überwiegend symbolisch. Bevor der Kongress vorüber war, reiste sie ab zu einem ausgedehnten Aufenthalt bei ihrer Tochter in England und ließ Anthony als Leiterin zurück. Stanton gab die Präsidentschaft 1892 auf, wonach Anthony in die Position gewählt wurde, die sie praktisch von Anfang an innegehabt hatte. Stone, die 1893 starb, spielte keine wichtige Rolle in der NAWSA.
Die Vitalität der Frauenbewegung nahm in den Jahren unmittelbar nach dem Zusammenschluss ab. Der neue Verband war klein, er hatte 1893 nur rund 7.000 beitragszahlende Mitglieder. Er litt auch unter organisatorischen Problemen, denn man hatte beispielsweise keine klare Vorstellung davon, wie viele örtliche Frauenrechtsclubs es gab und wer in deren Vorstand saß.
1893 spielten die NAWSA-Mitglieder May Wright Sewall, ehemalige Vorsitzende des Exekutivausschusses der NWSA, und Rachel Foster Avery, NAWSAs korrespondierende Schriftführerin, eine Schlüsselrolle beim World’s Congress of Representative Women (deutsch: Weltkongress repräsentativer Frauen) bei der World’s Columbian Exposition, die auch bekannt wurde unter dem Namen „Weltausstellung in Chicago“. Sewall hatte den Vorsitz und Avery die Schriftführung des Organisationskomitees für den Kongress der Frauen.
1893 stimmte die NAWSA über Anthonys Einspruch gegen die Entscheidung ab, den Ort der jährlichen Kongresse zwischen Washington und anderen Teilen des Landes abwechseln zu lassen. Anthonys NWSA hatte vor dem Zusammenschluss ihre Zusammenkünfte immer in Washington abgehalten, um den Schwerpunkt auf dem nationalen Frauenwahlrechts-Amendment aufrechtzuerhalten. Anthony äußerte die Furcht, wie es auch später so kam, dass die NAWSA sich auf bundesstaatlicher Ebene für das Wahlrecht zuungunsten der nationalen Arbeit engagieren würde. Die NAWSA legte routinemäßig keinen Fundus für die Arbeit im Kongress an, die zu diesem Zeitpunkt nur darin bestand, einmal im Jahr an einem Tag Statements abzugeben.

### StantonsFrauenbibel
Stantons radikale Einstellung passte dem neuen Verband nicht. 1895 publizierte sie die The Woman’s Bible, einen umstrittenen Bestseller, der den Gebrauch der Bibel in der Hinsicht beklagte, dass Frauen darin in einen untergeordneten Status versetzt würden. Ihre Gegnerinnen innerhalb der NAWSA reagierten scharf. Sie glaubten, dass das Buch der Entwicklung für das Frauenwahlrecht schaden würde. Rachel Foster Avery, die korrespondierende Schriftführerin des Verbandes, verurteilte Stantons Buch in ihrem Jahresbericht für den Kongress von 1896 scharf. Die NAWSA stimmte darüber ab, um jede Verbindung des Verbandes zum Buch abzuweisen, und tat dies trotz Anthonys starkem Einspruch, dass eine solche Maßnahme unnötig und verletzend sei.
Die negative Reaktion gegen das Buch trug mit dazu bei, dass Stantons Einfluss in der Frauenwahlrechtsbewegung stark abnahm, und sie zeigte ihre zunehmende Entfremdung zu dieser. Sie sandte jedoch Briefe an jeden Kongress der NAWSA, und Anthony bestand darauf, dass sie vorgelesen wurden, auch wenn ihre Problempunkte kontrovers beurteilt wurden. Stanton starb im Jahr 1902.

### Südstaatenstrategie
Der Süden hatte traditionell wenig Interesse am Frauenwahlrecht gezeigt. Als das vorgeschlagene Frauenwahlrechts-Amendment 1887 vom Senat zurückgewiesen wurde, erhielt dieses überhaupt keine Stimme von Senatoren der Südstaaten. Dies deutete ein Problem für die Zukunft an, denn es war fast unmöglich für ein Amendment, die Ratifizierung mit der erforderlichen Staatenzahl zu erreichen, ohne wenigstens etwas Unterstützung durch den Süden zu bekommen.
Henry Blackwell schlug eine Lösung vor: Man solle südliche politische Führer überzeugen, dass sie die weiße Vorherrschaft in ihrer Region sichern könnten, indem sie gebildete Frauen, die vorherrschend weiß waren, zur Wahl zuließen. Blackwell präsentierte seinen Plan vor Politikern aus Mississippi, die ernsthaft darüber nachdachten, eine Entwicklung, die das Interesse vieler Suffragistinnen auf sich zog. Blackwells Alliierte bei diesem Bemühen war Laura Clay, die die NAWSA dazu brachte, auf der Grundlage von Blackwells Strategie eine Kampagne im Süden durchzuführen. Clay war eine von mehreren NAWSA-Mitgliedern, die gegen das vorgeschlagene Frauenwahlrechts-Amendment waren, weil es in die bundesstaatliche Rechte eingreifen würde.
Unter den Vorhersagen, dass der Süden den Weg zum Frauenwahlrecht finden würde, wurden Wahlrechtsvereine in der gesamten Region gegründet. Anthony, Carrie Chapman Catt (NAWSAs Organisations-Schriftführerin) und Blackwell führten 1895 die Kampagne im Süden durch, wobei die beiden letzteren nur das Wahlrecht für gebildete Frauen forderten. Mit Anthonys zögerlicher Zusammenarbeit manövrierte die NAWSA herum, um sich der Politik der weißen Vorherrschaft in dieser Region anzupassen. Anthony bat ihren alten Freund Frederick Douglass, einen früheren Sklaven, den Kongress der NAWSA in Atlanta 1895, den ersten in einer Stadt der Südstaaten, nicht zu besuchen. Afroamerikanische NAWSA-Mitglieder waren 1903 von der Zusammenkunft in der Südstaaten-Stadt New Orleans ausgeschlossen. Der Vorstand der NAWSA gab während der Veranstaltung eine Erklärung heraus, die besagte:
“The doctrine of State’s rights is recognized in the national body, and each auxiliary State association arranges its own affairs in accordance with its own ideas and in harmony with the customs of its own section.”
(deutsch: „Der Grundsatz der bundesstaatlichen Rechte ist vom nationalen Körper anerkannt, und jede Unterorganisation des Bundesstaates regelt ihre eigenen Angelegenheiten in Übereinstimmung mit ihren eigenen Vorstellungen und in Harmonie mit den Gebräuchen ihrer eigenen Gebiete.“)
Keiner der Südstaaten ließ jedoch aufgrund dieser Strategie Frauen zur Wahl zu, und die meisten der Wahlrechtsvereine, die während dieser Periode im Süden eingerichtet wurden, verfielen danach in Untätigkeit.

## Catts erste Präsidentschaft

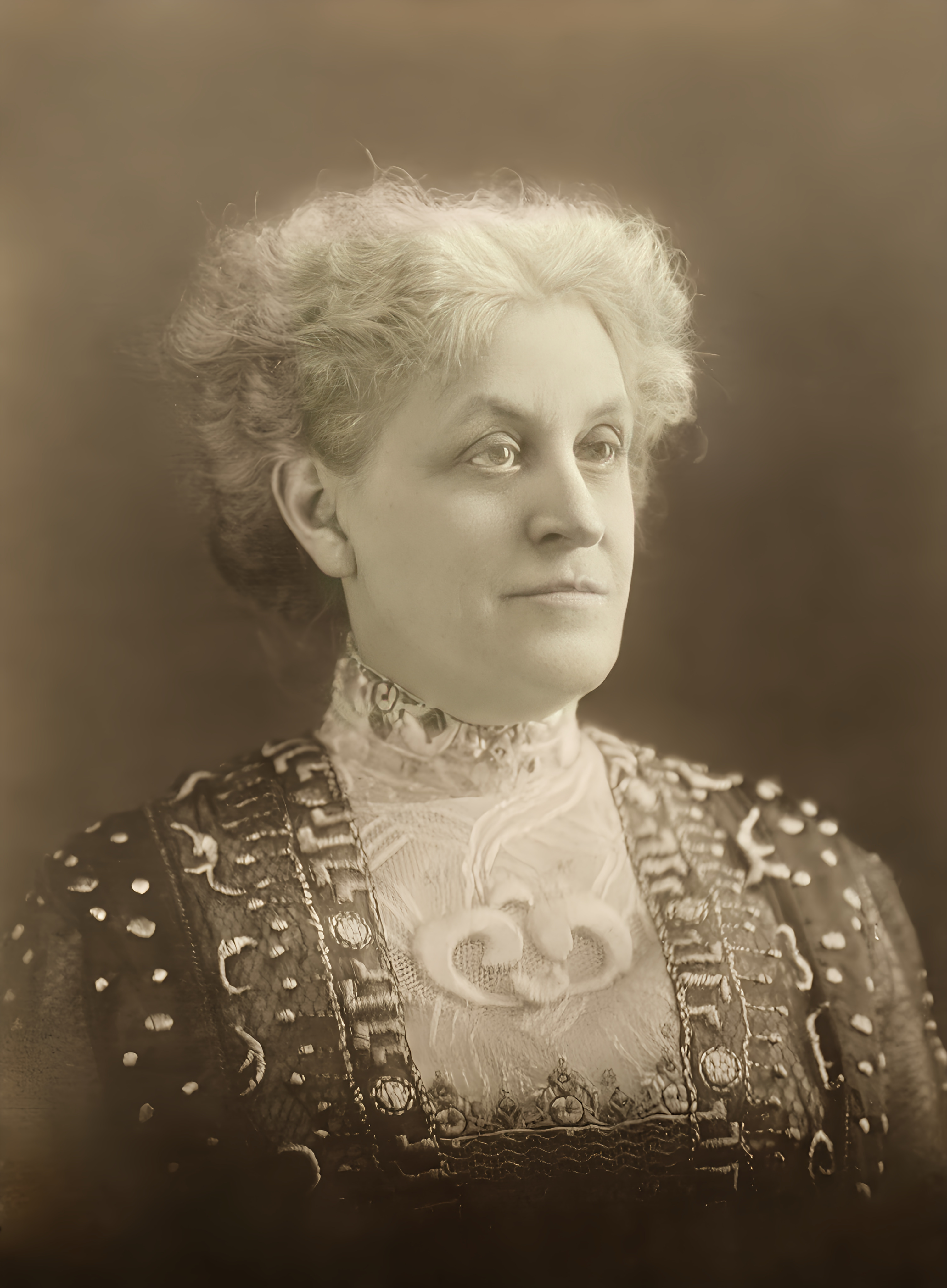
Carrie Chapman Catt

Carrie Chapman Catt schloss sich Mitte der 1880er Jahre in Iowa der Wahlrechtsbewegung an und wurde bald ein Teil des Vorstandes des staatlichen Frauenwahlrechtsverbandes. Da sie mit einem wohlhabenden Ingenieur verheiratet war, der sie in ihrer Wahlrechtsarbeit unterstützte, war sie in der Lage, einen Großteil ihrer Kraft der Bewegung zu widmen. 1895 bekam sie den Vorsitz des Organisations-Komitees, für das sie Geld zusammenbrachte, um ein Team von 14 Organisatoren in das Feld zu schicken. 1899 waren in jedem Staat Wahlrechtsorganisationen eingerichtet.
Als Anthony 1900 als Präsidentin der NAWSA zurücktrat, erreichte sie, dass Catt, die weder mit der NWSA noch mit der AWSA vorher eng verbunden gewesen war, ihre Nachfolgerin wurde. Anthony blieb jedoch eine einflussreiche Person in der Organisation, bis sie 1906 starb.
Eine von Catts ersten Maßnahmen als Präsidentin war es, den „Society Plan“ (Gesellschaftsplan) einzuführen. Das war eine Kampagne zur Rekrutierung wohlhabender Mitglieder der schnell wachsenden Frauenclub-Bewegung, deren Zeit, Geld und Erfahrung dabei helfen konnten, die Frauenwahlrechtsbewegung aufzubauen. Diese Clubs, die vorwiegend aus Mittelklasse-Frauen bestanden, engagierten sich oft in Projekten zur Verbesserung gesellschaftlicher Missstände. Sie vermieden im Allgemeinen strittige Sachen, aber das Frauenwahlrecht fand zunehmend Zustimmung unter ihren Mitgliedern. 1914 wurde das Wahlrecht der Frauen von der General Federation of Women's Clubs, der Spitzenorganisation der Club-Bewegung unterstützt.
Um die Bewegung des Frauenwahlrechts für die Mittel- und Oberklassefrauen attraktiver zu machen, begann die NAWSA eine Geschichtsdarstellung der Bewegung populär zu machen, die die frühere Verwicklung ihrer Mitglieder in solch umstrittene Probleme wie Rassengleichheit, Scheidungsreform, Arbeiterinnenrecht und Kritik an den Religionsgemeinschaften herunterspielte. Stantons Rolle in der Bewegung wurde im Laufe der Zeit verschleiert, genau so wie die Rollen der Afroamerikaner und der Arbeiterinnen. Anthony, die in ihren jüngeren Tagen oft als gefährliche Fanatikerin behandelt wurde, bekam ein „Großmutter-Image“ verpasst und wurde als „Heilige des Frauenwahlrechts“ verehrt.
Die Reformenergie der sogenannten „Progressive Era“ stärkte die Wahlrechtsbewegung während dieser Periode. Mit ihrem Einsetzen um 1900 begann diese breite Bewegung auf unterster Ebene mit solchen Zielen wie der Bekämpfung der Korruption in der Regierung, der Verhinderung von Kinderarbeit und dem Schutz von Arbeitern und Verbrauchern. Viele der Beteiligten betrachteten das Frauenwahlrecht als ein weiteres Ziel des Fortschrittstrebens, und sie glaubten, dass die Hinzufügung der Frauen zum Wahlvolk der Bewegung bei der Erreichung der anderen Ziele helfen würde.
Catt gab ihr Amt nach vier Jahren auf, zum Teil wegen der abnehmenden Gesundheit ihres Ehemannes und teilweise, um bei der Organisation der International Woman Suffrage Alliance mitzuhelfen, die 1904 in Berlin in Zusammenarbeit mit der NAWSA und mit Catt als Vorsitzender begründet wurde.

## Shaws Präsidentschaft

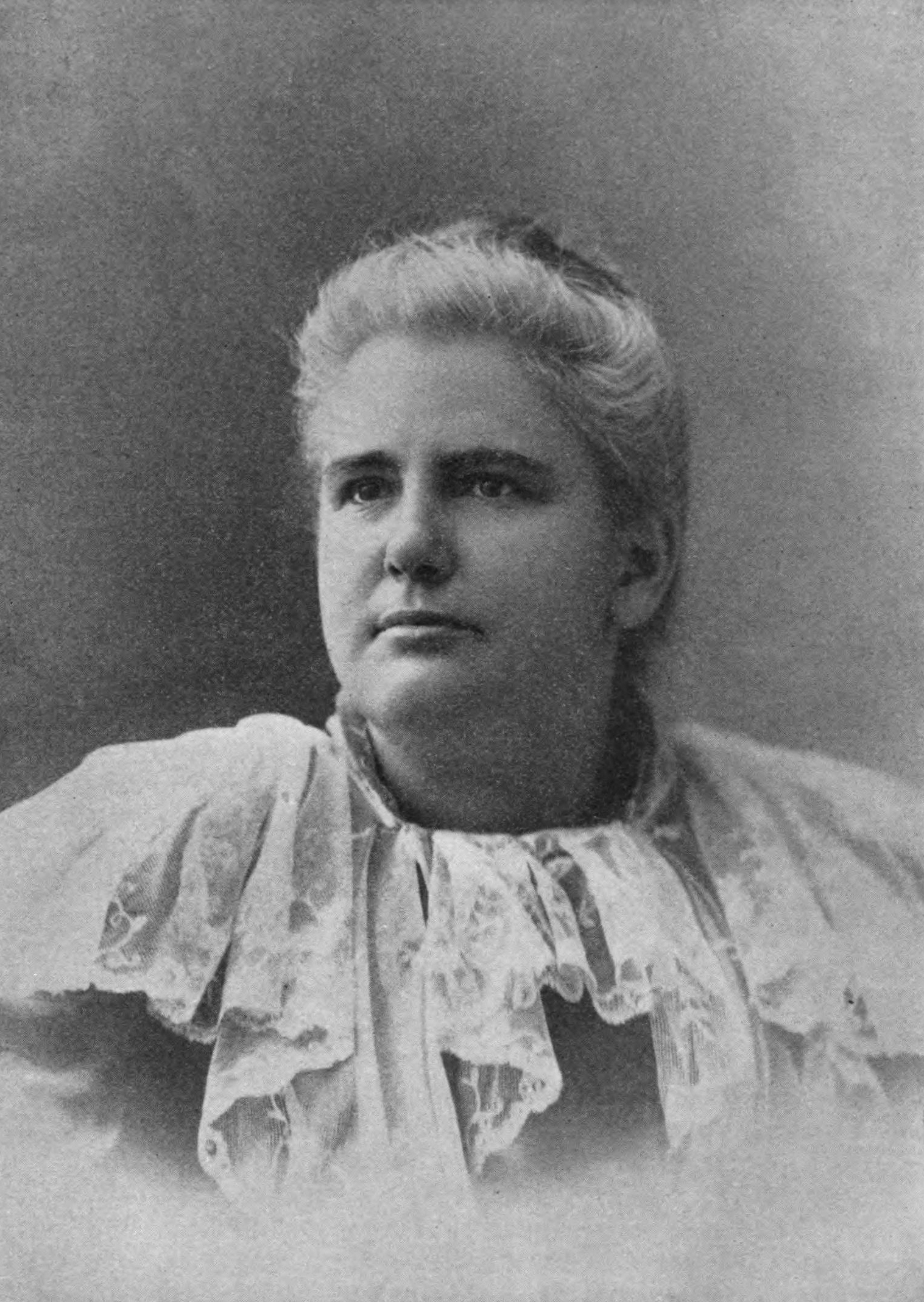
Anna Howard Shaw

1904 wurde Anna Howard Shaw, eine andere von Anthony geförderte Frau, zur Präsidentin der NAWSA gewählt, die dann mehr Jahre in diesem Amt diente als irgendeine andere Person. Shaw war eine energische Arbeiterin und eine talentierte Rednerin. Ihre Fähigkeiten zur Verwaltung und zur Kommunikation kamen denen, die Catt während ihrer zweiten Amtszeit zeigen sollte, bei weitem nicht gleich, aber der Verband hatte glänzende Erfolge unter Shaws Führung.
1906 bildeten NAWSA-Mitglieder mit Blackwells Unterstützung die „Southern Woman Suffrage Conference“. Obwohl sie offen ein rassistisches Programm hatte, bat sie um Rückhalt durch die NAWSA. Shaw verweigerte diese und setzte eine Grenze, bis wie weit die Organisation gehen würde, um sich den Südstaatlern mit ihren offensichtlich rassistischen Ansichten anzupassen. Shaw sagte, die Organisation würde keine Regeln akzeptieren, die „den Ausschluss irgendeiner Rasse oder Klasse von Menschen vorschrieb.“ (englisch: “advocated the exclusion of any race or class from the right of suffrage.”) 1907 gründete Harriet Stanton Blatch, Tochter von Elizabeth Cady Stanton, eine Konkurrenzorganisation, die „Equality League of Self-Supporting Women“ genannt wurde. Grund dafür war zum Teil der 'Society Plan' der NAWSA, der dafür gedacht war, Frauen aus höheren Schichten anzuziehen.
Später war sie bekannt als die „Women’s Political Union“, deren Mitglieder sich auf Arbeiterinnen, sowohl aus dem Geschäftsleben wie der Industrie, stützte. Blatch war kurz zuvor in die Vereinigten Staaten zurückgekehrt nach sieben Jahren Englandaufenthalt, wo sie bei Frauenwahlrechtsgruppen mitgemacht hatte, die sich schon in der frühen Phase der Anwendung militanter Taktiken als Teil ihres Kampfes befunden hatten. Die „Equality League“ gewann eine Gefolgschaft, indem sie sich in Aktivitäten engagierte, die viele NAWSA-Mitglieder anfangs als zu wagemutig ansahen, wie zum Beispiel „Suffrage Parades“ und „Open Air Rallies“. Blatch sagte, als sie sich in den Vereinigten Staaten der Frauenbewegung anschloss:
“the only method suggested for furthering the cause was the slow process of education. We were told to organize, organize, organize, to the end of educating, educating, educating public opinion.”
(deutsch: „die einzige Methode zum Vorwärtsbringen des Anliegens sei der langsame Prozess der Erziehung gewesen. Uns wurde gesagt, organisieren, organisieren, organisieren, und am Ende dann Bildung, Bildung, Bildung einer öffentlichen Meinung.“)
1908 wurde die National College Equal Suffrage League als Unterorganisation der NAWSA gegründet. Sie hatte ihre Anfänge in der „College Equal Suffrage League“, die in Boston 1900 zu einer Zeit gegründet worden war, als es relativ viele College-Studentinnen in der NAWSA gab. Sie wurde etabliert von Maud Wood Park, die später dabei half, ähnliche Gruppen in 30 Bundesstaaten zu bilden. Park wurde später eine herausragende Führerin in der NAWSA.
1908 war Catt wieder einmal an der Front der Aktivität. Sie und ihre Mitarbeiter entwickelten einen genauen Plan, um die verschiedenen Frauenrechtsvereine in New York City (und später im gesamten Bundesstaat) in einer Organisation zu vereinen, die nach den „political machines“ vom Muster der Tammany Hall geformt war. 1909 gründeten sie die „Woman Suffrage Party“ (WSP) während eines Kongresses, der von über tausend Delegierten und sonstigen Besuchern gebildet wurde. Um 1910 herum hatte die WSP 20.000 Mitglieder und ein Hauptquartier mit vier Räumen. Shaw war es nicht sehr wohl bei der unabhängigen Initiativen der WSP, aber Catt und die anderen Führerinnen blieben ihrer Mutterorganisation NAWSA gegenüber loyal.
Die öffentliche Meinung dem Frauenwahlrecht gegenüber besserte sich dramatisch während dieses Zeitraums. Das Streben nach Frauenwahlrecht wurde allmählich als eine achtenswerte Aktivität für Mittelklasse-Frauen betrachtet. Um 1910 war die Mitgliederzahl der NAWSA auf 117.000 hochgeschnellt. Die NAWSA richtete in diesem Jahr ihr erstes festes Hauptquartier in New York City ein, zuvor hatte sie hauptsächlich von den Häusern ihrer Vorstände aus operiert. Maud Wood Park, die zwei Jahre in Europa gewesen war, erhielt in jenem Jahr einen Brief von einer Mitarbeiterin in der „College Equal Suffrage League“, die die neue Atmosphäre folgendermaßen beschrieb:
“The movement which when we got into it had about as much energy as a dying kitten, is now a big, virile, threatening thing” and is “actually fashionable now”.
(deutsch: „Die Bewegung, die, als wir in sie hineingerieten, so viel Energie hatte wie ein sterbendes Kätzchen, ist nun ein großes, männliches, angsteinflössendes Etwas und es ist gerade sehr in Mode“)
Der Wandel der öffentlichen Wahrnehmung spiegelte sich in den Anstrengungen auf bundesstaatlicher Ebene, das Frauenwahlrecht zu erringen. 1896 erlaubten nur vier Staaten, alle im Westen, den Frauen zu wählen. Zwischen 1896 und 1910 gab es sechs Bundesstaats-Kampagnen für das Frauenwahlrecht und alle scheiterten. Die Wende stellte sich 1910 ein, als das Frauenwahlrecht im Bundesstaat Washington erreicht wurde, gefolgt von Kalifornien 1911, Oregon, Kansas und Arizona 1912 und weiteren danach.

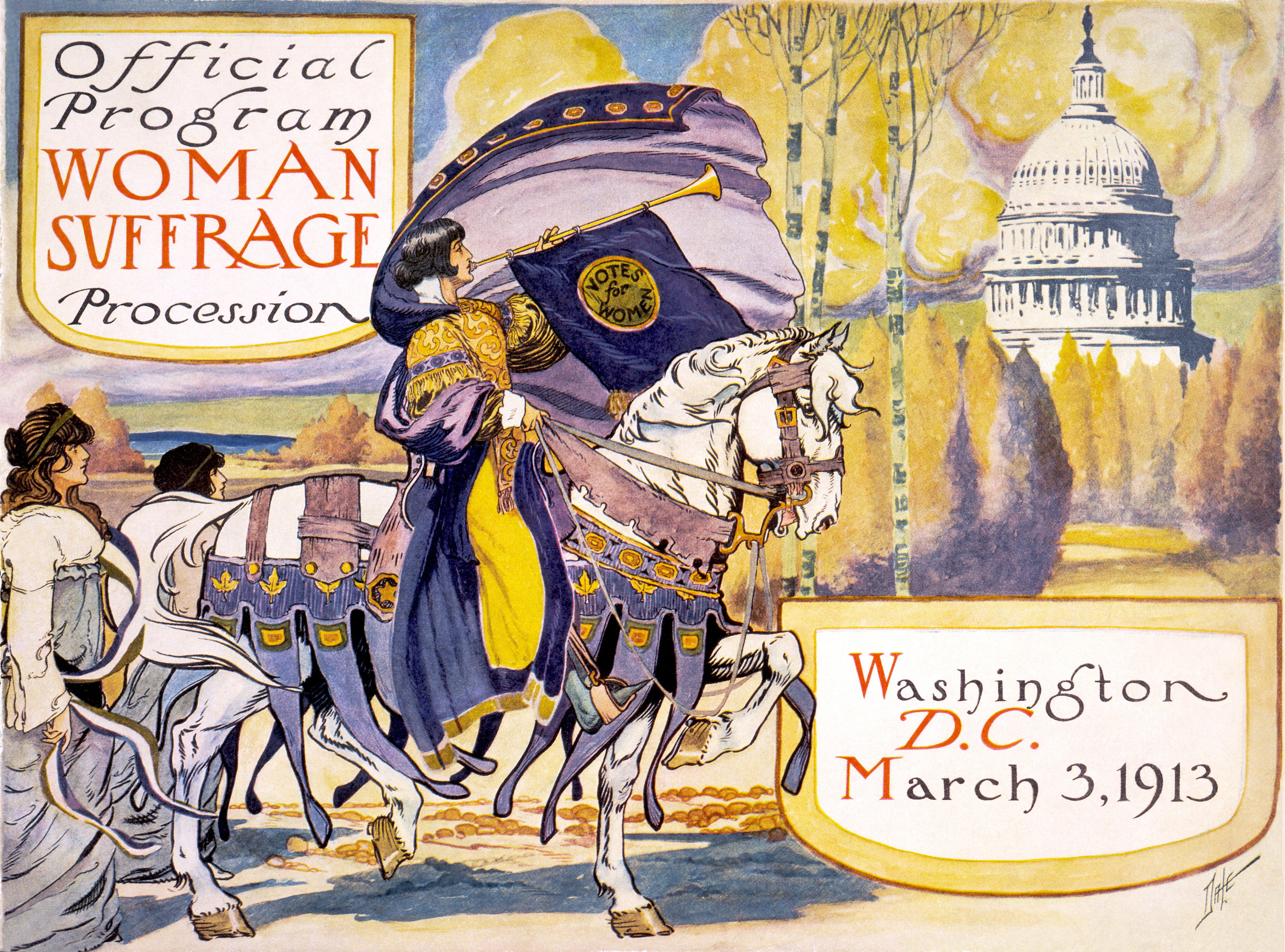
Programm für die „Woman Suffrage Parade of 1913“ der NAWSA in Washington

1912 beklagte  W. E. B. Du Bois, Präsident der National Association for the Advancement of Colored People (NAACP), öffentlich die Zögerlichkeit der NAWSA, schwarze Frauen zu akzeptieren. Der Verband antwortete auf freundliche Weise, indem sie ihn als Redner für den nächsten Kongress einlud und seine Rede als Druckschrift verbreitete. Dennoch fuhr die NAWSA fort, die Rolle von schwarzen Suffragistinnen klein zu halten. Sie akzeptierte einige schwarze Frauen als Mitglieder und einige schwarze Vereine als Hilfsorganisationen, aber die allgemeine Praxis war, solche Anfragen auf höfliche Weise abzuweisen. Dies lag zum Teil daran, dass die Haltung, als Weißer überlegen zu sein, bei den weißen Amerikanern dieses Zeitaltern die Norm war, und zum Teil lag sie daran, dass die NAWSA glaubte, sie habe wenig Hoffnung auf ein nationales Frauenwahlrechts-Amendment ohne zumindest eine geringe Unterstützung von den Südstaaten, die die Rassentrennung praktizierten.
NAWSAs Strategie zu diesem Zeitpunkt war es, das Wahlrecht für Frauen hintereinander in den Bundesstaaten zu erreichen, bis sich eine kritische Masse an Wählern und Wählerinnen ergab, die ein solches Amendment auf nationaler Basis durchdrücken konnte. 1913 wurde das „Southern States Woman Suffrage Committee“ gebildet, das versuchen sollte, diesen Prozess richtig zu steuern. Es wurde geführt von Kate Gordon, die die „corresponding secretary“ von 1901 bis 1909 gewesen war. Gordon, die aus dem Südstaat Louisiana war, unterstützte das Frauenwahlrecht war, aber gegen die Idee eines nationalen Amendments, indem sie behauptete, dies würde die bundesstaatliche Rechte verletzen. Sie sagte, dass dies zu einer ähnlichen Durchsetzung des verfassungsmäßigen Rechts der Afroamerikaner führen könnte, dort zu wählen. Ein Recht, das verhindert werden müsse, und ihrer Meinung nach zu Recht. Ihr Komitee war zu klein, um ernsthaft die Richtung des Verbandes zu beeinflussen, aber ihre öffentliche Verdammung des vorgeschlagenen Amendments, geäußert in stark rassistischer Form, vertiefte die Wunden innerhalb der Organisation.

## Spaltung der Bewegung
Eine ernsthafte Herausforderung für die Führergruppe der NAWSA begann sich 1910 zu entwickeln, als eine junge Aktivistin namens Alice Paul aus England in die Vereinigten Staaten zurückkehrte, wo sie ein Teil des militanten Flügels der Frauenwahlrechtsbewegung gewesen war. Sie war dort eingesperrt gewesen und hatte Zwangsernährung erdulden müssen, als sie mit einem Hungerstreik begann. Nachdem sie sich der NAWSA angeschlossen hatte, wurde sie die Person, die am stärksten das Interesse nach einem nationalen Amendment wiederbelebte, nachdem dies jahrelang durch die Kampagnen auf Bundesstaatsebene überschattet worden war.

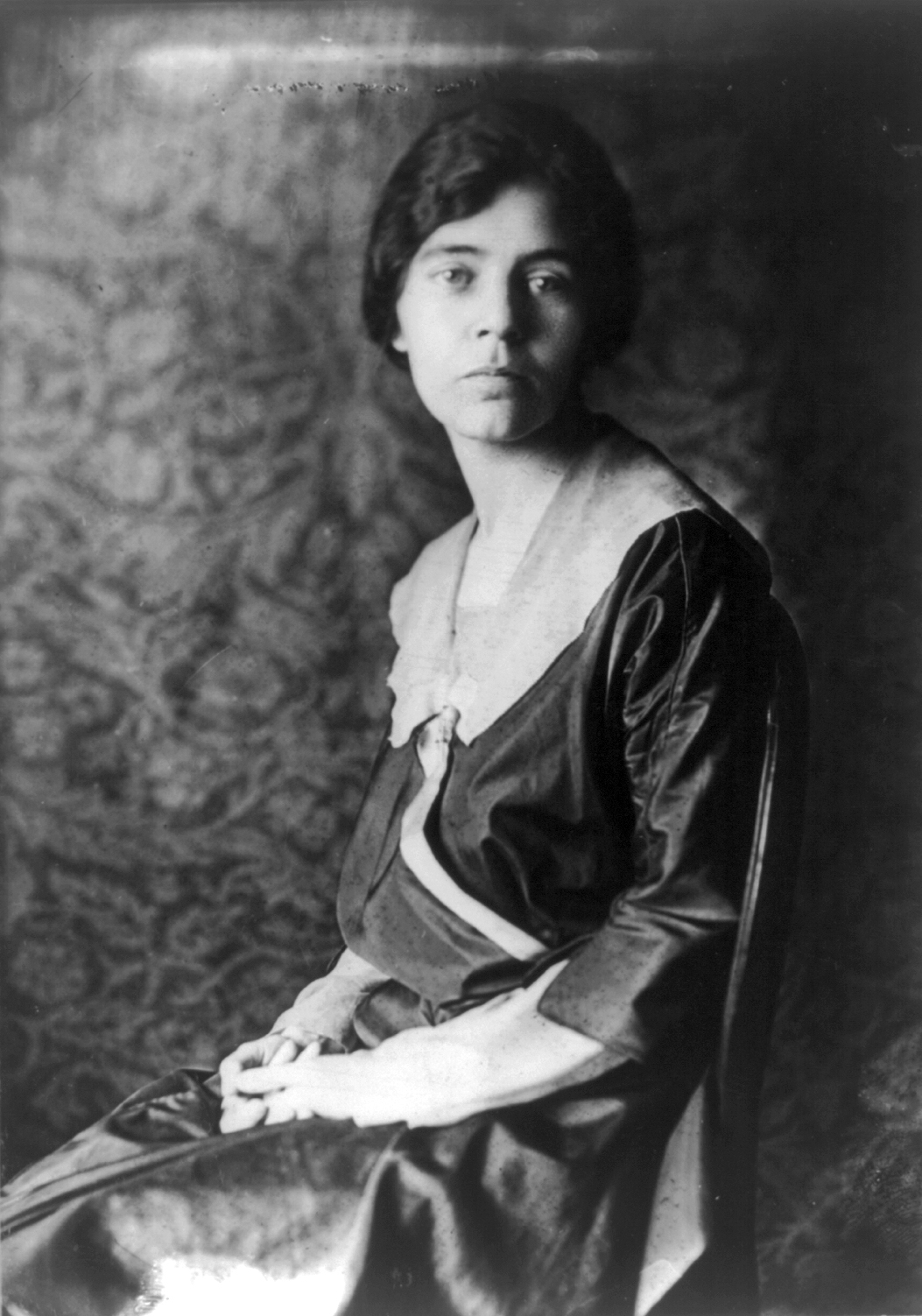
Alice Paul

Aus der Sicht von Shaw war die Zeit reif für die erneuerte Schwerpunktsetzung hin zum Amendment. Gordon und Clay, die andauernden Gegnerinnen eines nationalen Amendments in der NAWSA, waren ausmanövriert worden durch ihre Gegner und besaßen keine nationalen Ämter mehr.
1912 wurde Alice Paul zur Vorsitzenden des Kongresskomitees gewählt und beauftragt, den Kampf für das Frauenwahlrecht wiederzubeleben. Zusammen mit der Mitarbeiterin Burns organisierte Paul 1913 eine „Suffrage Parade“, Woman Suffrage Procession genannt. Sie fand in der Hauptstadt Washington am Tag vor der Inauguration des Präsidenten Woodrow Wilson statt. Männliche Gegner des Marsches verwandelten das Ereignis durch Pöbeleien und Angriffe auf Frauen nahezu in ein Desaster; nur durch das Eingreifen einer Kavallerieeinheit konnte die Ordnung wieder hergestellt werden. Die öffentliche Empörung über den Vorfall, der dem Polizeichef danach den Job kostete, brachte der Bewegung weithin Bekanntheit ein und gab ihr einen neuen Anschub.
Paul beunruhigte die Führerinnen der NAWSA durch ihre Argumente. Weil die Demokraten das Frauenwahlrecht nicht einführen wollten, obwohl sie die Präsidentschaft und beide Häuser des Kongresses kontrollierten, sollte die Frauenwahlrechtsbewegung für die Niederlage aller Demokraten wirken, ungeachtet der persönlichen Einstellung des einzelnen Kandidaten zum Wahlrecht. NAWSAs Einstellung war aber die gegenteilige, nämlich jeden Kandidaten zu unterstützen, der für das Frauenwahlrecht war, ungeachtet seiner Parteizugehörigkeit.
1913 bildeten Paul und Burns die Congressional Union (CU), die sich nur für das nationale Amendment einsetzen sollte, und sie sandten Organisatoren in Bundesstaaten, die schon NAWSA-Untervereine besaßen. Das Verhältnis zwischen CU und der NAWSA war vage und unklar. War sie eine Unterstützung oder eine Gegnerschaft? Während des Kongresses im Jahr 1913 verlangten Paul und ihre Anhänger, dass die Organisation ihre Bemühungen auf ein nationales Amendment konzentrieren sollte. Stattdessen ermächtigte der Kongress den Vorstand, die Möglichkeiten der CU, die Linie der NAWSA zu umgehen, zu begrenzen. Nach misslungenen Verhandlungen zur Lösung der Differenzen entließ die NAWSA Paul als Vorsitzende der Kongresskomitees. Ab Februar 1914 hatten sich die NAWSA und die CU effektiv in zwei unabhängige Organisation gespalten.
Blatch vereinigte ihre „Women’s Political Union“ mit der CU. Diese Organisation wurde stattdessen die Basis für die National Woman’s Party (NWP), die Paul 1916 schuf. Noch einmal gab es zwei konkurrierende Organisationen zum Frauenwahlrecht, aber das Ergebnis war diesmal eher so etwas wie eine Aufteilung der Arbeit. Die NAWSA pflegte ihr Image von Respektabilität und engagierte sich in hochorganisierter Lobby-Arbeit, sowohl auf bundesstaatlicher wie nationaler Ebene. Die kleinere MWP war auch lobbyistisch tätig, wurde aber zunehmend bekannt durch ihre Aktivitäten voller Dramatik und Konfrontation, die sich meist in der Hauptstadt der Nation abspielten.

## Catts zweite Präsidentschaft
Trotz des schnellen Anwachsens der Mitgliederzahl der NAWSA wuchs die Unzufriedenheit mit Shaw. Ihre Neigung jenen gegenüber überzureagieren, die mit ihr nicht übereinstimmten, hatte die Wirkung, dass die Friktionen in der Organisation zunahmen. Mehrere Mitglieder traten 1910 aus dem Vorstand aus und der Vorstand erlebte jedes Jahr danach bis 1915 einen bedeutenden Wechsel in seiner Zusammensetzung.

### 1914–15

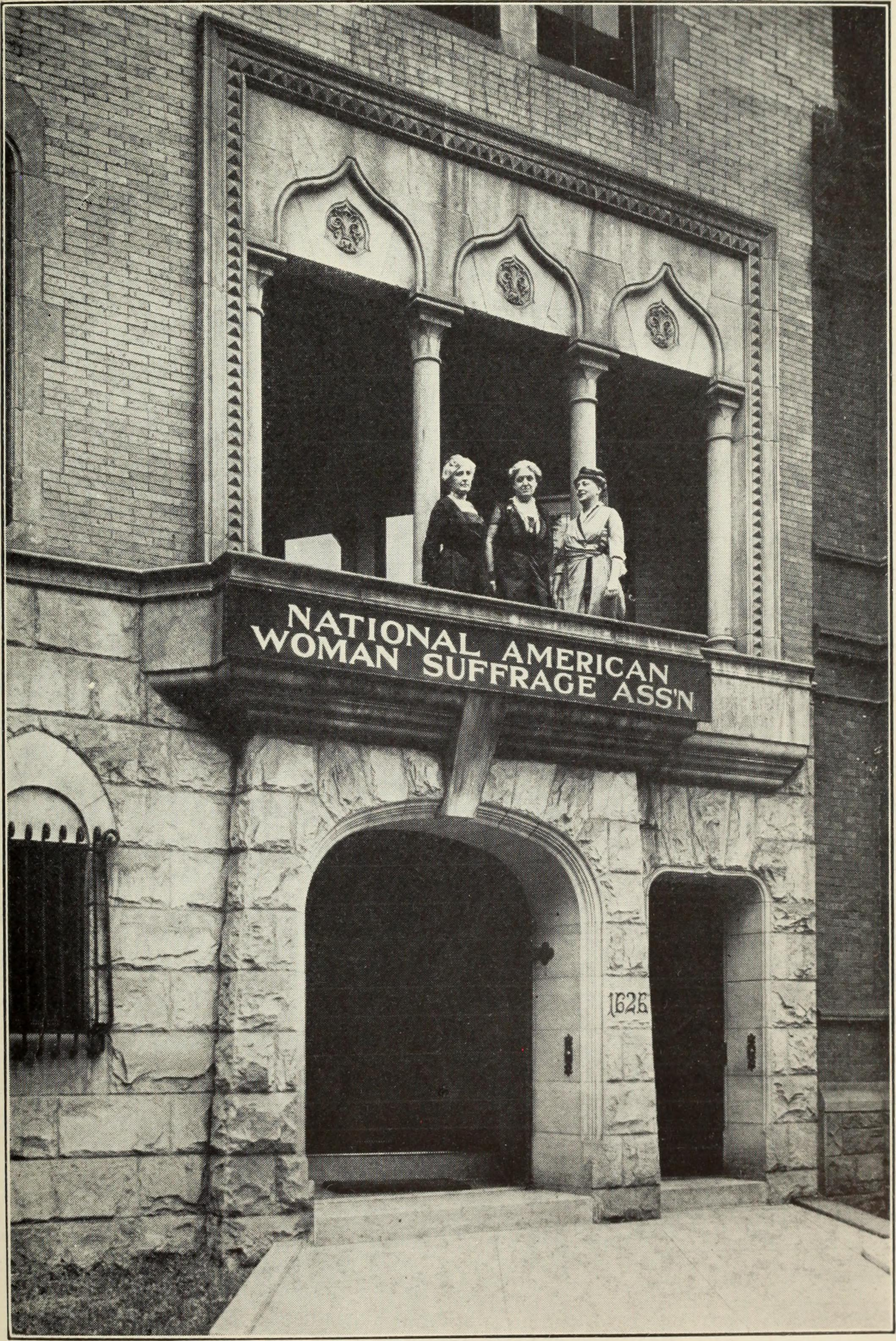
Gardener, Park and Catt im Suffrage House in Washington

1914 legte Senator John Shafroth ein Amendment zur Verfassung der Vereinigten Staaten vor, das den bundesstaatlichen Gesetzgebungen vorschreiben sollte, das Frauenwahlrecht im Staat zuzulassen, wenn acht Prozent der Wähler eine Petition in dieser Hinsicht unterzeichnen würden. Die NAWSA unterstützte das vorgeschlagene Amendment, wogegen die CU es dafür verantwortlich machte, dass die Richtung auf ein nationales Frauenwahlrechts-Amendment aufgegeben wurde. Es entstand eine Konfusion in der Mitgliedschaft und die Delegierten des Kongresses von 1914 richteten ihre Unzufriedenheit auf Shaw. Shaw hatte schon überlegt, die Präsidentschaft 1914 niederzulegen, entschied sich aber, erneut zu kandidieren. Für 1915 kündigte sie ihren Verzicht auf eine Wiederwahl an.
Catt war die offensichtliche Alternative, um sie zu ersetzen, aber sie führte gerade die „New York State Woman Suffrage Party“, die sich in den ersten Stufen einer schwierigen Wahlrechts-Kampagne in diesem Bundesstaat befand. Der vorherrschende Glaube in NAWSA war, dass der Erfolg in einem großen Staat des Ostens das Zünglein an der Waage für die allgemeine Kampagne sein würde. New York war der bevölkerungsreichste Staat der Union und ein Sieg dort war eine echte Möglichkeit. Catt war einverstanden, die Arbeit in New York anderen zu übergeben und im Dezember die Präsidentschaft in der NAWSA zu übernehmen, unter der Bedingung, dass sie sich ihren eigenen geschäftsführenden Vorstand zusammenstellen konnte, der früher immer bei dem Jahreskongress gewählt worden war. Sie ernannte Frauen als Mitarbeiterinnen, die so unabhängig waren, dass sie mit voller Arbeitszeit für die Bewegung tätig sein konnten.
Gestärkt vom gesteigerten Maß an Beteiligung und neuer Einigkeit im Bundesbüro sandte Catt ihre Mitarbeiterinnen in den Kampf zur Sicherung des Organisationszustands und der Reorganisierung der Kampagne für eine zentralisiertere und wirksamere Operation. Catt beschrieb die NASWA als ein Kamel mit hundert Höckern, auf denen jeweils ein blinder Reiter sitze und den Weg suche. Sie sorgte für eine neue Form der Führung, indem sie einen Strom von Nachrichten an die staatlichen und örtlichen Unterorganisationen lenkte, die Verhaltensdirektiven, Organisationsanregungen und detaillierte Arbeitspläne enthielten.
Die NAWSA hatte zuvor einen großen Teil ihrer Anstrengungen auf die Aufklärung der Öffentlichkeit über das Frauenwahlrecht gelegt, und dies hatte eine bedeutsame Wirkung gezeigt. Das Frauenwahlrecht war eine Hauptangelegenheit der Nation geworden, und die NAWSA hatte sich in diesem Prozess zur größten Freiwilligenorganisation mit zwei Millionen Mitgliedern entwickelt. Catt baute auf dieser Basis auf und wandelte den Verband in eine Organisation um, die vorwiegend politischen Druck ausüben sollte.

### 1916
Bei einem Vorstandstreffen im März 1916 beschrieb Catt das Dilemma der Organisation wie folgt:
„The Congressional Union is drawing off from the National Association those women who feel it is possible to work for suffrage by the Federal route only. Certain workers in the south are being antagonized because the National is continuing to work for the Federal Amendment. The combination has produced a great muddle“.
(deutsch: Die 'Congressional Union' zieht von der 'National Association' jene Frauen ab, die empfinden, dass es nur auf dem gesamtstaatlichen Weg möglich ist, für das Frauenwahlrecht zu wirken. Bestimmte Mitarbeiterinnen im Süden sind Gegnerinnen geworden, weil die 'National' fortfährt, für das gesamtstaatliche Amendment zu arbeiten. Diese Kombination hat ein großes Durcheinander produziert.)
Catt glaubte, dass die Einstellung der NAWSA, vorwiegend mit Staat-für-Staat-Kampagnen zu arbeiten, ihre Grenzen erreicht hatte. Bei einigen Staaten erschien es unwahrscheinlich zu sein, dass sie je das Frauenwahlrecht billigen würden, in einigen Fällen, weil staatliche Gesetze die Verfassungsreform extrem schwierig machte, in anderen Fällen, vornehmlich im Tiefen Süden, weil die Opposition einfach zu stark war. Catt orientierte die Organisation in Richtung nationales Frauenwahlrechts-Amendment um, während sie bundesstaatliche Kampagnen dort weiterführte, wo es eine realistische Möglichkeit zu einem Erfolg gab.
Als sich im Juni 1916 die Demokratische und Republikanische Partei zu ihren Kongressen trafen, machten die Suffragistinnen in beiden Druck. Catt wurde eingeladen, ihre Ansichten in der Zusammenkunft der Republikaner in Chicago vorzutragen. Eine Anti-Suffragistin sprach nach ihr und als sie der Versammlung erzählte, dass die Frauen gar nicht wählen wollten, strömte eine Menge an Suffragistinnen in den Saal herein und füllte die Gänge. Sie waren durchnässt, weil sie im heftigen Regen auf ihrer Parade mehrere Blocks weit marschiert waren, begleitet von zwei Elefanten. Als die aufgeregte Anti-Suffragistin ihre Anmerkungen beendete, ließen die Suffragistinnen ihre Sache hochleben. In dem Kongress der Demokraten in St. Louis eine Woche danach füllten die Suffragistinnen die Galerien und machten ihre Ansichten während der Debatte über das Frauenwahlrecht deutlich.
Beide Parteien unterstützten das Frauenwahlrecht, aber nur auf bundesstaatlicher Ebene, was bedeutete, dass verschiedene Staaten es auf unterschiedliche Weise einfügen konnten und in manchen Fällen auch überhaupt nicht. Da Catt mehr erwartet hatte, rief sie einen Sonderkongress zusammen, indem sie den Termin des Kongresses von 1916 von Dezember auf September vorverlegte, und sie begann damit, einen erneuten Vorstoß für das nationale Amendment zu organisieren. Der Kongress leitete einen strategischen Wandel ein, indem er Catts „Winning Plan“ annahm. Er veränderte die Vereinsstrategie und billigte ihren Vorschlag, das nationale Amendment zur Priorität für die ganze Organisation zu machen und ermächtigte sie zur Bildung einer professionellen Lobby-Gruppe für die Verfolgung der Ziele in Washington. Der Vorstand wurde ermächtigt, einen Arbeitsplan auszuarbeiten, der dieses Ziel in jedem Bundesstaat umsetzen sollte, mit der Möglichkeit, die Arbeit in jeder bundesstaatlichen Unterorganisation zu übernehmen, die damit nicht einverstanden wäre. Er stimmte zu, bundesstaatliche Frauenwahl-Kampagnen nur zu finanzieren, wenn sie strengen Anforderungen genügten. Man wollte Anstrengungen vermeiden, die wenig Erfolgsaussichten hatten. Catts Plan enthielt auch Etappenziele zur Erreichung des Amendments zum Frauenwahlrecht um 1922.
Präsident Wilson, dessen Haltung dem Frauenwahlrecht gegenüber sich gerade entwickelte, sprach auf dem NAWSA-Kongress 1916. Er war als Gegner des Frauenwahlrechts angesehen worden, als er noch Gouverneur von New Jersey war; aber 1915 verkündete er, dass er vom Weißen Haus nach Hause in seinen Heimatstaat reise, um dort zugunsten des Wahlrechts im Referendum des Staates abzustimmen. Er sprach positiv über das Frauenwahlrecht beim NAWSA-Kongress, machte dann aber eine Kehrtwende, als es um die Unterstützung des Amendments ging. Charles Evans Hughes, sein Gegner bei der Präsidentschaftswahl in diesem Jahr, lehnte es ab, auf dem Kongress zu sprechen, aber er ging weiter als Wilson bei der Unterstützung des Amendments.

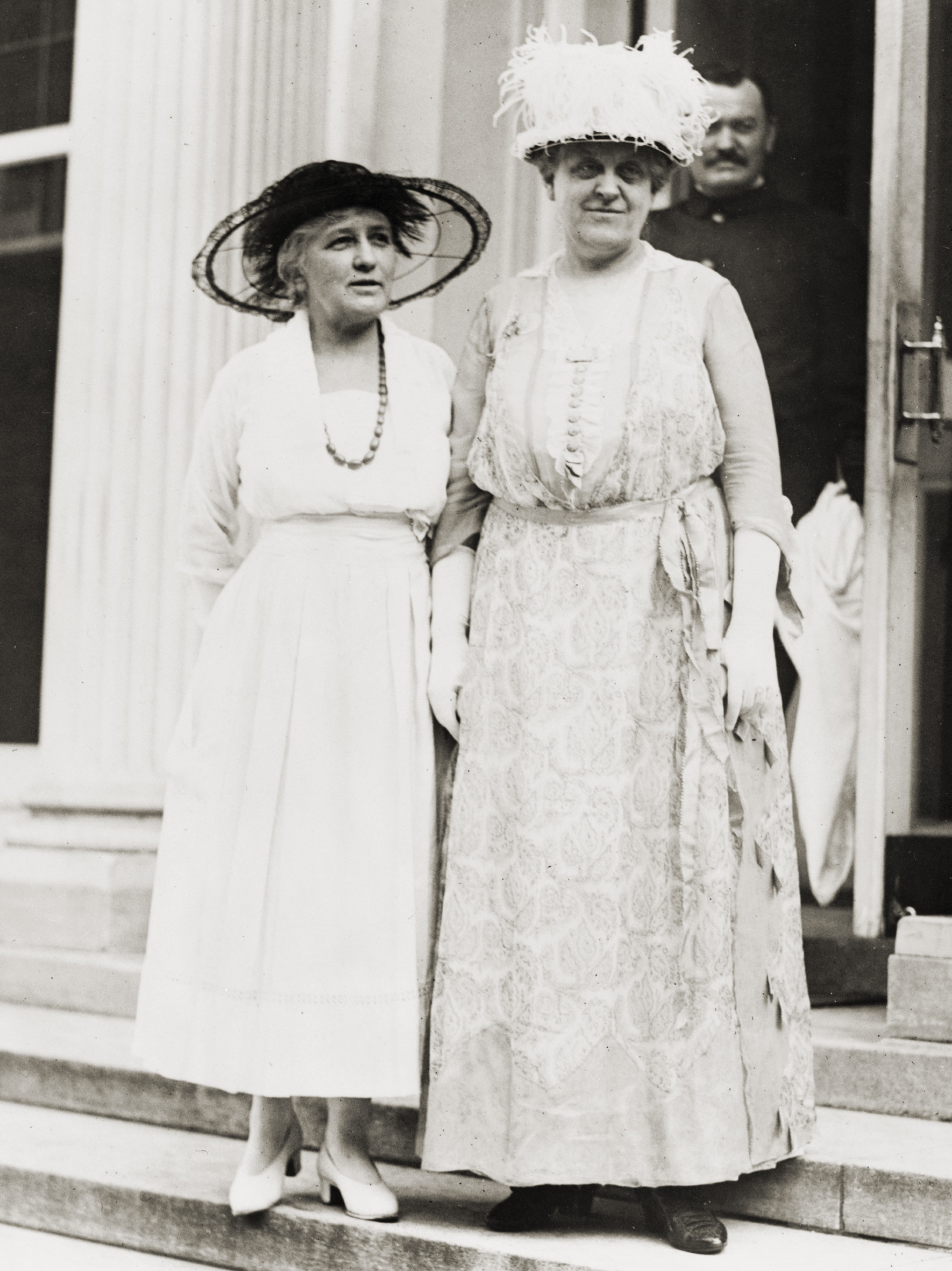
Carrie Chapman Catt (rechts) verlässt das Weiße Haus zusammen mit Helen Hamilton Gardener

Das Kongress-Komitee der NAWSA war, seit Alice Paul 1913 daraus entfernt worden war, in Unordnung gewesen. Catt reorganisierte es und machte im Dezember 1916 Maud Wood Park zur Vorsitzenden. Park und ihre Assistentin Helen Hamilton Gardener schufen etwas, was als „Front Door Lobby“ bekannt wurde. Das Verhalten wurde von einem Journalisten so genannt, weil es offen agierte und die traditionelle Lobby-Methode der Hintertreppen-Machenschaften vermied. Ein Hauptquartier für diese Bemühungen wurde in einer heruntergekommenen Villa eingerichtet, die „Suffrage House“ genannt wurde. NAWSA-Lobbyistinnen kamen hier unter und koordinierten ihre Aktivitäten bei täglichen Konferenzen in ihren Sitzungszimmern.
1916 kaufte die NAWSA das Woman’s Journal von Alice Stone Blackwell. Das Nachrichtenblatt war 1870 von Blackwells Mutter, Lucy Stone, begründet worden und hatte die meiste Zeit seit damals als Hauptstimme der Frauenbewegung gedient. Es hatte jedoch seine typischen Begrenzungen. Es war ein kleines Unternehmen, bei dem Blackwell selbst die meiste Arbeit machte und bei dem der Schwerpunkt der Berichterstattung auf dem östlichen Teil des Landes lag, und dies zu einer Zeit, wo ein nationales Blatt gebraucht wurde. Nach der Übereignung wurde es in Woman Citizen umbenannt und mit dem Blatt The Woman Voter, der Zeitschrift der „Woman Suffrage Party“ von New York City, sowie mit der National Suffrage News, dem früheren Journal der NAWSA, zusammengelegt. Das Impressum erklärte, dass das offizielle Organ der NAWSA sei.

### 1917
1917 erhielt Catt eine Zuwendung von 900.000 Dollar von Mrs. Frank (Miriam) Leslie zur bestmöglichen Verwendung für die Sache der Frauenrechtsbewegung. Catt widmete den größten Teil der Summe der NAWSA, allein 400.000 Dollar zur Vergrößerung des Blattes, dem Woman Citizen.
Im Januar 1917 begann Alice Pauls NWP mit der Demonstrantenkette um das Weiße Haus, mit Bannern, die Forderungen nach Frauenwahlrecht zeigten. Die Polizei nahm nach und nach 200 Demonstrantinnen fest, von denen dann viele im Gefängnis in Hungerstreik gingen. Die Gefängnisverwaltung ließ sie zwangsweise ernähren, rief dadurch einen öffentlichen Aufschrei hervor, der die gesellschaftliche Debatte über das Frauenwahlrecht mit Nahrung versorgte.
Als sich die Vereinigten Staaten im April 1917 am Ersten Weltkrieg beteiligten, machte die NAWSA aktiv bei den Kriegsanstrengungen mit. Shaw wurde als Vorsitzende des Frauenkomitees für das „Council of National Defense“ bestimmt, das von der Bundesregierung etabliert worden war, um die Ressourcen für den Krieg zu koordinieren und die öffentliche Moral zu festigen. Catt und zwei weitere NAWSA-Mitglieder waren Teil des Exekutivausschusses. Die NWP beteiligte sich andererseits nicht an den Kriegsmaßnahmen und behauptete, dass die NAWSA dies auf Kosten der Wahlrechtsarbeit tat.
Im April 1917 nahm Jeannette Rankin aus Montana als erste Frau einen Sitz im Kongress ein, nachdem sie persönlich als Lobbyistin und als Außensekretärin für die NAWSA gedient hatte. Rankin stimmte gegen die Kriegserklärung.
Im November 1917 erreichte die Wahlrechtsbewegung der Frauen einen großen Sieg, als ein Referendum zum Frauenwahlrecht mit großer Mehrheit im Staat New York Erfolg hatte, dem bevölkerungsstärksten Staat in der Nation. Das mächtige politische Machtsystem der „Tammany Hall“, das zuvor das Frauenwahlrecht abgelehnt hatte, nahm eine neutrale Haltung bei dieser Volksbefragung ein, zum Teil deswegen weil die Frauen mehrerer Tammany-Hall-Führer wichtige Rollen bei der Wahlrechts-Kampagne hatten.

### 1918–1919

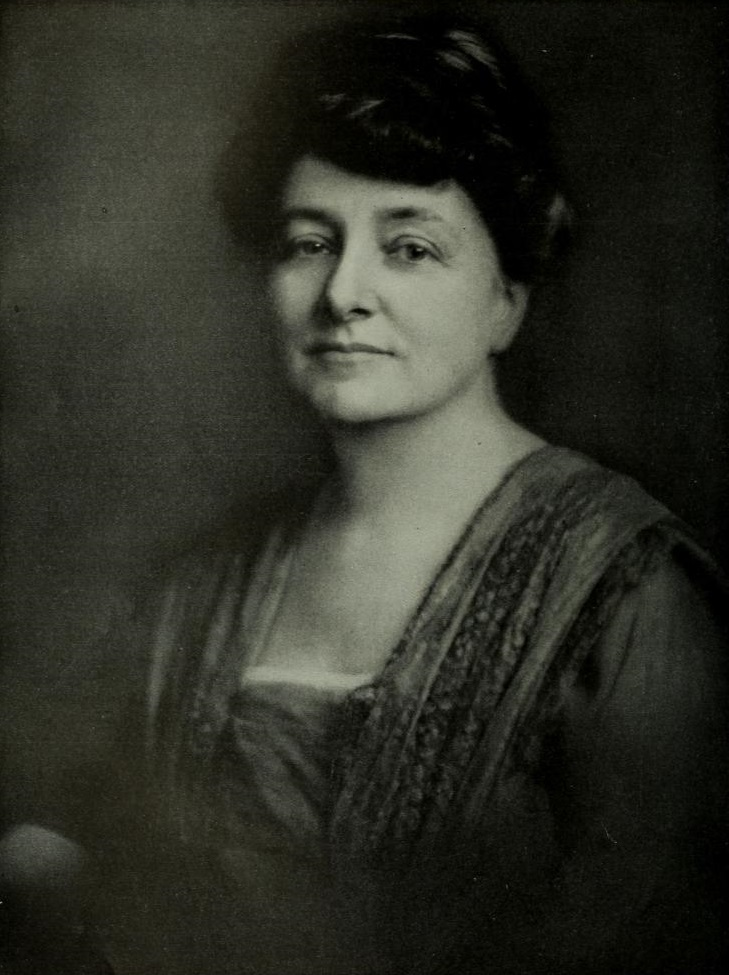
Maud Wood Park

Das Repräsentantenhaus verabschiedete das Wahlrechts-Amendment zum ersten Mal im Januar 1918, aber der Senat verschob seine Debatte über diese Angelegenheit bis in den September. Präsident Wilson unternahm den unüblichen Schritt, vor dem Senat zu erscheinen, um über die Angelegenheit zu sprechen und darum zu bitten, dieses Amendment als eine kriegswichtige Sache passieren zu lassen. Der Senat jedoch verweigerte mit zwei fehlenden Stimmen die Verabschiedung. Die NAWSA fing daraufhin mit einer Kampagne an, um vier Senatoren, die gegen das Amendment gestimmt hatten, ihrer Sitze zu berauben, indem sie eine „Koalition von Gegnern“ bildete, die Gewerkschaften und Prohibitionisten einschloss. Zwei dieser vier Senatoren wurden bei den Bundeswahlen im November abgewählt.
Die NAWSA hielt im März 1919 im Statler Hotel in St. Louis (Missouri) ihren „Goldenes-Jubiläum-Kongress“ ab. Die Präsidentin Catt hielt die Auftaktrede, in der sie die Delegierten darum bat, eine Liga weiblicher Wähler zu bilden. Eine Resolution wurde verabschiedet, um diese Liga als separaten Teil der NAWSA zu etablieren, dessen Mitgliedschaft aus den Staaten kommen sollte, die den Frauen die Wahl erlaubten. Die League war beauftragt mit der vollen Durchsetzung des Frauenwahlrechts und der Beeinflussung der Gesetzgebung, die sich in den Staaten um Frauen drehte, in denen sie schon wählen durften. Am letzten Tag des Kongresses verabschiedete der Senat in Missouri ein Gesetz, das den Frauen das Wahlrecht bei Präsidentschaftswahlen in Missouri sicherte, und eine Entschließung zur Vorlage eines verfassungsmäßigen Zusatzartikels für das volle Frauenwahlrecht. Im Juni des gleichen Jahres wurde das 19. Amendment verabschiedet.

### Verabschiedung des 19. Amendments (Frauenwahlrecht)
Nach den Wahlen berief Wilson eine Sondersitzung des Kongresses ein, die das Amendment zum Frauenwahlrecht am 4. Juni 1919 verabschiedete. Der Kampf wurde nun an die bundesstaatlichen Gesetzgebungsorgane weitergeleitet, von denen drei Viertel benötigt wurden, um das Amendment zu ratifizieren, bevor es allgemeines Recht werden konnte.
Catt und die NAWSA-Vorstände hatten ihre Arbeit zur Unterstützung der Ratifikationsvorgänge seit April 1918 geplant, also über ein Jahr vor der Verabschiedung des Amendments durch den Kongress. Ratifizierungs-Komitees waren schon in den Hauptstädten der Bundesländer eingerichtet worden, jedes mit einem eigenen Budget und Arbeitsplan. Sofort nach der Verabschiedung des Amendments durch den Kongress wurden das Hauptquartier „Suffrage House“ und die hauptstädtische Lobby-Organisation geschlossen und die Ressourcen wurden zur Betreibung der Ratifizierung umgeleitet. Catt hatte ein Gefühl für die Dringlichkeit, da sie ein Nachlassen der Reformenergien nach dem Krieg erwartete, der sieben Monate zuvor zu Ende gegangen war. Viele lokale Frauenwahlrechts-Gesellschaften hatten sich in den Bundesstaaten aufgelöst, wo Frauen schon wählen konnten. Dies machte es schwerer, eine schnelle Ratifizierung zu organisieren.

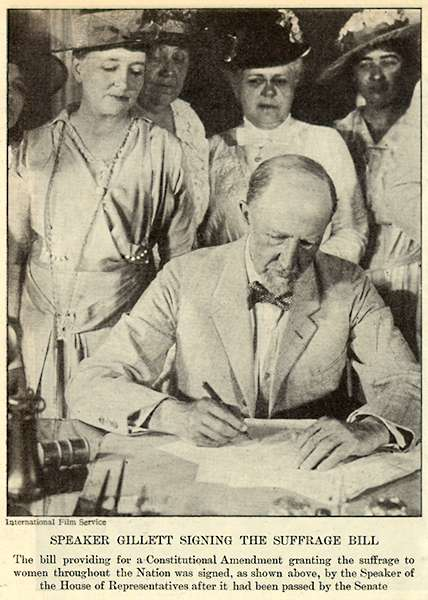
Speaker Frederick H. Gillett beim Unterschreiben der Verfassungsurkunde zum 19. Zusatzartikel

Ende 1919 konnten Frauen bei der Präsidentschaftswahl wirksam in Staaten wählen, die insgesamt eine Mehrheit des Wählerkollegiums innehatten. Die politischen Führer, die überzeugt waren, dass das Frauenwahlrecht unvermeidlich war, fingen an, die lokalen und nationalen Abgeordneten und Senatoren unter Druck zu setzen, dieses zu unterstützen, damit ihre jeweilige Partei das Verdienst dafür bei zukünftigen Wahlen in Anspruch nehmen konnte. Die Kongresse sowohl der Demokraten wie der Republikaner sprachen sich im Juni 1920 für das Amendment aus.
Die früheren NAWSA-Mitglieder Kate Gordon und Laura Clay organisierten die Opposition gegen die Ratifikation des Amendments in den Südstaaten. Sie waren aus der NAWSA im Herbst 1918 auf Verlangen des Vorstands ausgetreten, weil sie öffentlich Statements gegen das bundesweite Amendment abgegeben hatten. Die NAWSA konzentrierte den Stab und andere Ressourcen für eine Südstaaten-Kampagne zur Unterstützung der Ratifikation. Man war jedoch nicht in der Lage, eine einflussreiche Kampagne in Gang zu setzen, was grundsätzlich die Hoffnung zerstörte, dass die Südstaaten diese Ratifikation unterstützen würden. Dennoch ratifizierte die Legislative des Südstaates Tennessee das Amendment mit einer Stimme Mehrheit am 18. August 1920 und lieferte so die Zustimmung des letzten benötigten Staates.
Das 19. Amendment, der Frauenwahlrechts-Zusatzartikel zur Verfassung der Vereinigten Staaten, wurde am 26. August 1920 Gesetz im Gesamtstaat, als es vom United States Secretary of State beglaubigt und unterzeichnet wurde.

### Umwandlung in die „League of Women Voters“
Sechs Monate vor der Ratifizierung des 19. Amendments hielt die NAWSA ihre letzte Konferenz ab. Diese Zusammenkunft am 14. Februar 1920 begründete die League of Women Voters als Nachfolgeorganisation der NAWSA mit Maud Wood Park, der früheren Vorsitzenden des „Congressional Committee“, als Präsidentin. Die League of Women Voters wurde gegründet, um den Frauen zu helfen, einen größeren Teil an den öffentlichen Aufgaben zu übernehmen, da sie das Recht zur Wahl gewonnen hatten. Man war der Meinung, dass Frauen ihr Recht zur Wahl auch richtig ausüben sollten. Vor 1973 konnten sich nur Frauen der League anschließen.
Diese „Liga der Wählerinnen“ existiert als bürgerschaftliche Organisation bis heute.